# COX-inhibirajući donor azot oksida
COX-inhibirajući donor azot oksida (CINOD), takođe poznat kao NO-NSAID, pripadnik je klase nesteroidnih antiinflamatornih lekova (NSAID) razvijenih sa namerom da obezbedi veća bezbednost od postojećih NSAID.
Ova jedinjenja su prvi opisali Džon Volas i njegove kolege. CINOD su jedinjenja nastala fuzijom postojećeg NSAID-a sa ostatkom koji donira azot monoksid (NO) hemijskim putem, obično estarskim povezivanjem. CINOD lekovi zadržavaju antiinflamatornu efikasnost NSAID-a putem inhibicije ciklooksigenaze (COX) dok poboljšavaju bezbednost želuca i krvnih sudova, najverovatnije putem vazorelaksacije, inhibicije adhezije leukocita i inhibicije kaspaza, svih poznatih efekata NO.
Prvi CINOD lekovi razvijeni su tokom 1990-ih i još uvek nijedan nije odobren za upotrebu u široj javnosti. Važnost razvoja takvih lekova je povećana kada su NSAIDi specifični za COX-2 rofekoksib (Vioxx) i lumirakoksib (Prexige) uklonjeni sa glavnih farmaceutskih tržišta sredinom 2000-ih zbog zabrinutosti za vaskularnu bezbednost. Pored toga, tradicionalni NSAIDi povećavaju krvni pritisak i ometaju delovanje antihipertenzivnih lekova. Nekoliko CINOD-a se trenutno testira u kliničkim ispitivanjima, od kojih najnaprednija testiranja sprovodi francuska farmaceutska kompanija NicOx, čije je glavno jedinjenje naproksinod (NO-naproksen, nitronaproksen) u fazi III ispitivanja za lečenje osteoartritisa. Naproksinod je fuzija naproksena i grupe koja donira NO. NicOk testira i druga CINOD jedinjenja za lečenje bolesti u kojima zapaljenje igra ulogu.